# Ted Markland
Ted Markland (15 januari 1933 – Yucca Valley, 18 december 2011) was een Amerikaanse acteur.

## Biografie
Markland werd geboren als zoon van een conservatieve katholieke kolonel in het Amerikaanse leger. Hij groeide op op verschillende locaties in de Verenigde Staten. Hij studeerde drama aan het Los Angeles City College (LACC). Tot zijn artistieke mentoren behoorde acteur Richard Boone. Als theateracteur speelde Markland in verschillende zomertheatervoorstellingen in Santa Fe (New Mexico). Hij speelde in meer dan 30 toneelrollen. Sinds eind jaren 1950 werkte Markland aanvankelijk als acteur voor televisie. Latere rollen in bioscoopfilms werden toegevoegd.
Hij maakte zijn televisiedebuut in 1958 in de Amerikaanse televisieserie The Rough Riders. In 1959/1960 volgde twee afleveringen in de westernserie Have Gun - Will Travel, met Richard Boone in de hoofdrol. Markland werkte parallel aan zijn carrière als stand-upcomedian. Hij verscheen in verschillende nachtclubs, waaronder de Blue Angel in New York, de Purple Onion in San Francisco en de Troubadour in Los Angeles. De legendarische komiek Lenny Bruce was in die tijd zijn manager. Tijdens een van zijn optredens in de Troubadour werd Markland ontdekt door tv-producent David Dortort. Daar schreef hij zich in voor de westernserie The High Chaparral. Markland speelde in de serie van 1967 tot 1969 de rol van rancharbeider en helper Reno. Deze rol wordt beschouwd als de bekendste rol van Markland.
Markland had ook tal van afleveringsrollen en gastrollen in verschillende Amerikaanse televisieseries (zie filmografie). Sinds het midden van de jaren 1960 is Markland regelmatig te zien in de bioscoop. Markland was de klassieke bijrol. Hij werd gewoonlijk gebruikt als een schurk, booswicht of een andere meedogenloze, onaantrekkelijke rol. Hij speelde zijn eerste kleine filmrollen als matroos in de speelfilm A charming imposter (1961) en als leider van de muziekband (bandmaster) in de westernkomedie Forty Wagons Westward (1965).
Hij had ook andere rollen als schurk Luke in de onafhankelijke western The White Ride (1971, geregisseerd door Peter Fonda), als cavalerist (trooper) in de western No Mercy for Ulzana (1972), als patiënt Hap Arlich in het filmdrama One Flew Over the Cuckoo's Nest (1975), als killer Strap Pangburn in de western Wanda Nevada (1979), als gewelddadige rocker Malcolm Price in de actiekomedie And Again 48 Hours (1990, naast Eddie Murphy en Nick Nolte), als salooneigenaar Tommy Drum in de late western Wild Bill (1995), hulpsheriff Bob in de actiefilm Last Man Standing (1996) en barman in de thriller Switchback (1997).

## Privéleven en overlijden
Markland was getrouwd. Zijn huwelijk vond plaats op de set tijdens het filmen van de film One Flew Over the Cuckoo's Nest. Jack Nicholson was zijn getuige. Uit het huwelijk is zoon Erin voortgekomen. Marklands hobby's waren onder meer omgaan met de cultuur van de Navajo, de spiritualiteit van de Tibetanen, meditatie (inclusief in het Joshua Tree National Monument National Park), studies over vliegende schotels, bergwandelen, componeren en scenario's schrijven. Hij werkte ook aan een biografie van Lenny Bruce. Hij overleed in december 2011 op 70-jarige leeftijd.

## Filmografie
- 1958: The Rough Riders (tv-serie, 1 aflevering)
- 1959: Highway Patrol (tv-serie, 1 aflevering)
- 1959: Buckskin (tv-serie, 1 aflevering)
- 1959: Mike Hammer (tv-serie, 1 aflevering)
- 1959; 1960: Have Gun – Will Travel (tv-serie, 2 afleveringen)
- 1961: The Great Impostor
- 1961: Outlaws (tv-serie, 1 aflevering)
- 1966: Bonanza (tv-serie, 1 aflevering)
- 1967: The Invaders (tv-serie, 1 aflevering)
- 1967–1969: The High Chaparral (tv-serie)
- 1971: The Hired Hand
- 1971: The Last Movie
- 1972: Ulzana's Raid
- 1972: Doomsday Machine
- 1975: One Flew Over the Cuckoo's Nest
- 1977: Logan's Run (tv-serie, 1 aflevering)
- 1977: Charlie's Angels (tv-serie, 1 aflevering)
- 1978: The Rockford Files (tv-serie, 1 aflevering)
- 1978: Hawaii Five-O (tv-serie, 1 aflevering)
- 1979: Dallas (tv-serie, 1 aflevering)
- 1979: Wanda Nevada
- 1982: Cagney & Lacey (tv-serie, 1 aflevering)
- 1982: Father Murphy (tv-serie, 4 afleveringen)
- 1982: Knight Rider (tv-serie, 1 aflevering)
- 1983: Hill Street Blues (tv-serie, 1 aflevering)
- 1983: The A-Team (tv-serie, 1 aflevering)
- 1983–1987: Simon & Simon (tv-serie, 3 afleveringen)
- 1988: Santa Barbara (tv-serie, 1 aflevering)
- 1990: Another 48 Hrs.
- 1991: Hunter (tv-serie, 1 aflevering)
- 1991: Murder, She Wrote (tv-serie, 1 aflevering)
- 1993: American Kickboxer II
- 1994: The Outsider
- 1994: Renegade (tv-serie, 1 aflevering)
- 1994: Baywatch (tv-serie, 1 aflevering)
- 1995: Wild Bill
- 1996: Last Man Standing
- 1997: Switchback
- 2006: Cyxork 7
- 2007: The Benvenuti Family (tv-film)